# Горбунов Дмитро Вікторович (військовик)
Дмитро́ Ві́кторович Горбуно́в (нар. 23 березня 1981 — 15 травня 2016) — солдат Збройних сил України, учасник російсько-української війни.

## Життєпис
Народився 1981 року в місті Чорноморськ (Одеська область).
Мобілізований під час 5-ї хвилі мобілізації; солдат, стрілець-помічник гранатометника, 128-ма окрема гірсько-піхотна бригада. Мріяв після демобілізації піти в морський рейс.
15 травня 2016 року загинув під час обстрілу терористами позицій українських військ з мінометів та стрілецької зброї — поблизу шахти «Бутівська».
18 травня 2016-го похований на Алеї Слави Малодолинського кладовища Чорноморська.

## Нагороди та вшанування
- указом Президента України № 306/2016 від 20 липня 2016 року «за особисту мужність і високий професіоналізм, виявлені у захисті державного суверенітету та територіальної цілісності України, вірність військовій присязі» — нагороджений орденом «За мужність» III ступеня (посмертно)[1]
- його іменем названо вулицю в Чорноморську.